# Червовська сільська рада
Че́рвовська сільська рада (рос. Червовский сельский совет) — сільське поселення у складі Китмановського району Алтайського краю Росії.
Адміністративний центр та єдиний населений пункт — село Червово.

## Населення
Населення — 490 осіб (2019; 646 в 2010, 902 у 2002).